# Krakowiak Glacier
Krakowiak Glacier är en glaciär i Antarktis. Den ligger i Sydshetlandsöarna. Argentina, Chile och Storbritannien gör anspråk på området. Krakowiak Glacier ligger 5 meter över havet.
Terrängen runt Krakowiak Glacier är kuperad västerut, men åt nordost är den platt. Havet är nära Krakowiak Glacier åt sydost. Trakten är glest befolkad. Närmaste befolkade plats är Commandante Ferraz Station, 15,1 kilometer väster om Krakowiak Glacier. 